# Hideo Ōshima
Hideo Oshima (大島 秀夫, Oshima Hideo) est un footballeur japonais né le 7 mars 1980. Il évolue au poste d'attaquant.

## Palmarès
- Vainqueur de la Coupe du Japon en 1998 avec les Yokohama Flügels